# روسكو بي. ودروف
روسكو بي. ودروف (بالإنجليزية: Roscoe B. Woodruff)‏ هو عسكري أمريكي، ولد في 9 فبراير 1891 في أوسكلوسا في الولايات المتحدة، وتوفي في 24 أبريل 1975 في سان أنطونيو في الولايات المتحدة.